# Drycothaea turrialbae
Drycothaea turrialbae är en skalbaggsart som först beskrevs av Stefan von Breuning 1943.  Drycothaea turrialbae ingår i släktet Drycothaea och familjen långhorningar.
Artens utbredningsområde är Costa Rica. Inga underarter finns listade i Catalogue of Life.